# Polydeuces
Polydeuces är en av Saturnus månar. Den befinner sig i Lagrangepunkt L5 till Dione i Saturnus systemet.  Upptäcktes 24 oktober 2004. Polydeuces upptäcktes av rymdsonden Cassini 24 oktober 2004, på bilder tagna tre dagar tidigare och gavs den tillfälliga beteckningen S/2004 S 5. Den heter också Saturn XXXIV. Den är uppkallad efter Pollux som på grekiska heter Πολυδεύκης (Poludeukēs) och namnet godkändes av IAU:s arbetsgrupp för namngivning av planetsystem den 21 januari 2005.
Polydeuces är 3,5 kilometer i diameter och banan har ett avstånd på 377 396 km från Saturnus. Dess omloppstid är 2,736915 dagar.